# Benifallim
Benifallim (en castillan et en valencien) est une commune de la province d'Alicante, dans la Communauté valencienne, en Espagne. Elle est située dans la comarque de l'Alcoià et dans la zone à prédominance linguistique valencienne.

## Géographie

Localisation de Benifallim
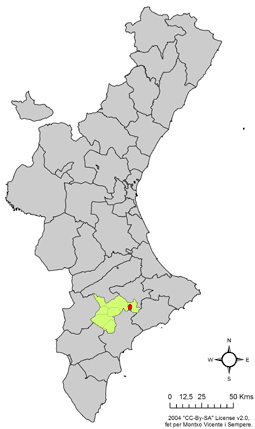
dans la Communauté valencienne.
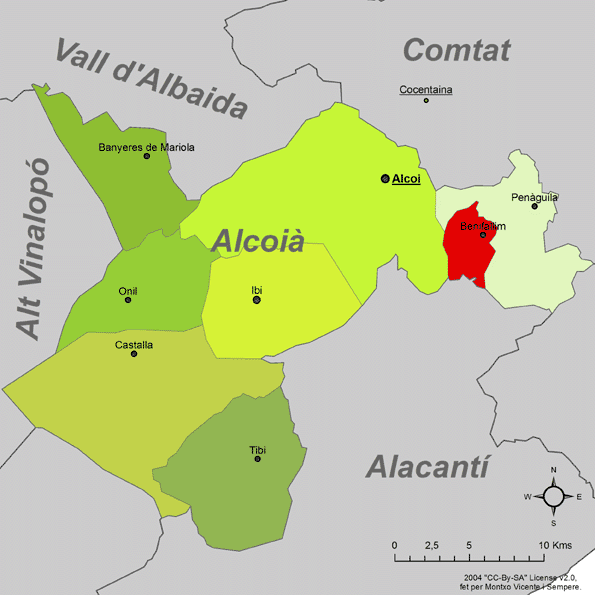
dans la comarque de l'Alcoià.

## Lieux et monuments
- Les vestiges du château arabe ;
- Le palais des comtes de Rotova, actuelle mairie ;
- L'église Saint-Michel, du XIXe siècle.